# Марцевек
Марцевек (пол. Marcewek) — село в Польщі, у гміні Слупца Слупецького повіту Великопольського воєводства.
Населення — 280 осіб (2011).
У 1975-1998 роках село належало до Конінського воєводства.

## Демографія
Демографічна структура станом на 31 березня 2011 року:
|          | Загалом | Допрацездатний вік | Працездатний вік | Постпрацездатний вік |
| -------- | ------- | ------------------ | ---------------- | -------------------- |
| Чоловіки | 137     | 33                 | 86               | 18                   |
| Жінки    | 143     | 42                 | 71               | 30                   |
| Разом    | 280     | 75                 | 157              | 48                   |